# لوك مارتن
لوك مارتن (بالإنجليزية: Luke Martin)‏ مواليد 22 يناير 1981 في سيدني، هو لاعب كرة سلة أسترالي. بدأ مسيرته الاحترافية في سنة 2002.

## المسيرة الاحترافية
لعب مع سيدني كينجز في الدوري الأسترالي من سنة 2003 إلى 2006، ثم لعب مع ماناواتو جيتز في سنة 2004، ثم لعب مع كيرنز تيبانز في الدوري الأسترالي في موسم 2006–2007، ثم لعب مع ويلينغتون ساينتس في موسم 2008–2009، ثم لعب مع إلوارا هوكز في الدوري الأسترالي في سنة 2010.

## روابط خارجية
- لوك مارتن على موقع كلية كرة السلة في سبورتس رفرنس.كوم (الإنجليزية)
- لوك مارتن على موقع ريلجم (الإنجليزية)
- لوك مارتن على موقع بروبوليرز (الإنجليزية)